# Tubilustrium
Het Tubilustrium op 23 maart en 23 mei was het aan de godheid Mars gewijde zuiveringsritueel van de rituele trompetten, die men bij offers placht te gebruiken. Vermoedelijk werden ook de krijgstrompetten gelustreerd. Op het Tubilustrium van 23 maart hielden ook de Salii een van hun krijgsdansen.

## Referentie
- H.H. Scullard, Festivals and Ceremonies of the Roman Republic (Aspects of Greek and Roman life), Londen, 1981, pp. 94–95, 123. ISBN 0801414024